# Odznaka honorowa „Zasłużony Pracownik Państwowy”
Odznaka honorowa „Zasłużony Pracownik Państwowy” – polskie cywilne odznaczenie okresu PRL ustanowione 20 stycznia 1969 roku przez Radę Ministrów, do 1975 pod nazwą Odznaka honorowa „Zasłużony Pracownik Rady Narodowej”. Przyznawana jako odznaczenie za wybitne osiągnięcia w pracy zawodowej szczególnie zasłużonych pracowników państwowych.

## Opis odznaki

### „Zasłużony Pracownik Rady Narodowej” (1969)
Odznaka wykonana była z metalu koloru złotego, w kształcie owalu, o szerokości i wysokości 26 mm. Na stronie licowej w otoku o szerokości 3,5 mm z napisem: „ZASŁUŻONY PRACOWNIK RADY NARODOWEJ” i stylizowanym wieńcem laurowym przewiązanym wstęgą z dołu znajdowała się wypukła emaliowana tarcza z rysunkiem konturowym mapy Polski, w górnej części koloru białego, w dolnej czerwonego. Pośrodku mapy znajdował się złocony napis „PRL” wykonany ozdobną kursywą. Odznaka zawieszona była na metalowej baretce koloru złotego w kształcie pięciokąta o wymiarach 23 mm, 2 × 13 mm i 2 × 4 mm, połączonej z odznaką trzyczęściowym ogniwem. Na stronie licowej górną prostokątną część baretki zajmował stylizowany pas liści laurowych. Wysokość bareki z ogniwami wynosiła 14 mm.
Odznakę zniesiono 14 października 1976

### „Zasłużony Pracownik Państwowy” – wzór 1. (1975)
Powtórzono wygląd poprzedniczki z 1969, zmieniono jedynie napis w otoku na: „ZASŁUŻONY PRACOWNIK PAŃSTWOWY”.

### „Zasłużony Pracownik Państwowy” – wzór 2. (1975/1982)
Odznakę stanowi okrągły medal o średnicy 33 mm, wykonany z metalu udającego złoty. Na obrzeżu awersu znajdują się stylizowane liście laurowe, a w środku rysunek konturowy granic PRL w kolorach flagi państwowej ze złoconymi literami „PRL”. Na rewersie zamieszczono napis „ZASŁUŻONY / PRACOWNIK / PAŃSTWOWY / PRL”. Odznaka zawieszona jest na wstążce o szerokości 30 mm, której część środkowa o szerokości 16 mm jest koloru białego, boczne paski koloru czerwonego.